# 15:e världsjamboreen
Den 15:e världsjamboreen hölls i Kananaskis i Kanada 1983. 15 000 scouter från nästan 100 länder deltog i jamboreen, vars tema var The Spirit Lives On.